# VAMP8
VAMP8 (англ. Vesicle associated membrane protein 8) – білок, який кодується однойменним геном, розташованим у людей на короткому плечі 2-ї хромосоми.  Довжина поліпептидного ланцюга білка становить 100 амінокислот, а молекулярна маса — 11 438.
| 10         |  | 20         |  | 30         |  | 40         |  | 50         |
| ---------- |  | ---------- |  | ---------- |  | ---------- |  | ---------- |
| MEEASEGGGN |  | DRVRNLQSEV |  | EGVKNIMTQN |  | VERILARGEN |  | LEHLRNKTED |
| LEATSEHFKT |  | TSQKVARKFW |  | WKNVKMIVLI |  | CVIVFIIILF |  | IVLFATGAFS |
|            |  |            |  |            |  |            |  |            |

A: Аланін

C: Цистеїн

D: Аспарагінова кислота

E: Глутамінова кислота

F: Фенілаланін

G: Гліцин

H: Гістидин

I: Ізолейцин

K: Лізин

L: Лейцин

M: Метіонін

N: Аспарагін

Q: Глутамін

R: Аргінін

S: Серин

T: Треонін

V: Валін

Кодований геном білок за функцією належить до фосфопротеїнів. 
Задіяний у таких біологічних процесах як транспорт, транспорт білків, автофагія, ацетиляція. 
Локалізований у клітинній мембрані, мембрані, лізосомі, ендосомах.